# Xã Orient, Quận Adair, Iowa
Xã Orient (tiếng Anh: Orient Township) là một xã thuộc quận Adair, tiểu bang Iowa, Hoa Kỳ. Năm 2010, dân số của xã này là 572 người.